# 33940 Morgado
33940 Morgado è un asteroide della fascia principale. Scoperto nel 2000, presenta un'orbita caratterizzata da un semiasse maggiore pari a 2,456185 UA e da un'eccentricità di 0,163140, inclinata di 4,730464° rispetto all'eclittica. Ha un diametro di 6,577 km.